# Орзега (платформа)
О́рзега (фин. Orsi, Orsijoki) — остановочный пункт и бывшая промежуточная железнодорожная станция Октябрьской железной дороги на 381,98 км Мурманской железной дороги.

## Общие сведения
Остановочный пункт находится в населённом пункте Орзега Деревянского сельского поселения Прионежского района Республики Карелия. Расположен на двухпутном перегоне Деревянка — Онежский. В 2005 году для нужд дачников на остановочном пункте возведены две новые пассажирские платформы.

## История
В конце сентября 1941 года наступавшим на Петрозаводск финским войскам удалось захватить станцию Орзега и перерезать здесь Кировскую железнодорожную магистраль. Ценой больших потерь 3-й и 4-й ротам сводного батальона НКВД КФССР удалось задержать наступление противника. В память о тех событиях в 1992 году на станции был установлен памятник — двухметровая гранитная стела (автор — Ч. М. Шуквани). На фасаде здания вокзала, напротив памятника, была установлена мемориальная доска.

## Пассажирское сообщение
По состоянию на 2025 год по остановочному пункту проходит ежедневно одна пара электропоездов сообщением «Свирь — Петрозаводск-Пасс. — Свирь», а также электричка «Кондопога — Ладва».

## Галерея
- Остановочный пункт Орзега
- Бывший вокзал.
- Памятная доска на здании бывшего вокзала.
- Бывший вокзал.
- Вид в сторону ст. Онежский.
- Вид в сторону ст. Деревянка.
- Вид в сторону ст. Деревянка.
- Памятник.